# Disney Comics
Disney Comics est une filiale américaine de la Walt Disney Company qui fut en activité de 1990 à 1993. En 2013, la société réapparaît avec un nouveau programme de publication.
Cette filiale différente de Disney Books, Disney Editions et Disney Press est spécialisée dans la publication de comics.
Il ne faut pas confondre l'éditeur Disney Comics avec le titre Walt Disney's Comics aussi nommé Walt Disney's Comics and Stories.

## Historique
Avant 1990, la Walt Disney Company, au travers de sa filiale Disney Publishing, donnait des licences de publication à différentes sociétés. Elle publiait toutefois par sa filiale italienne Editoria Disney mais dont les titres ont été repris en 1988 par Mondadori. 

### 1990-1993, première tentative
En 1990, la société Disney a décidé de reprendre à sa charge ses publications aux États-Unis, et a donc édité elle-même ses titres. Durant la première année et demi, Disney Comics a publié les titres suivants :
- Walt Disney's Comics and Stories (numéros #548-585)
- Uncle Scrooge (numéros #243-280)
- Donald Duck Adventures (38 numéros)
- La Bande à Picsou (18 numéros)
- Mickey Mouse Adventures (18 numéros)
- Goofy Adventures (17 numéros)
- Roger Rabbit (18 numéros)
- Tic et Tac, les rangers du risque (Chip 'n Dale Rescue Rangers) (19 numéros)
- Super Baloo (7 numéros)
- Roger Rabbit's Toontown (5 numéros)

En plus de ces titres, huit recueils baptisés Disney Comic Albums ont été publiés contenant des anciennes histoires trop longues pour les publications actuelles :
1. Donald Duck and Gyro Gearloose
2. Uncle Scrooge and the Phantom of Notre Duck
3. Donald Duck in Dangerous Disguise
4. Mickey Mouse Outwits the Phantom Blot
5. Chip 'n Dale Rescue Rangers: The Secret Casebook
6. Uncle Scrooge in Tralla-La
7. Donald Duck in Too Many Pets!
8. Super Goof - The World's Silliest Super-Hero!

Malgré cela, les résultats ne furent pas ceux escomptés, et la production a été stoppée en 1993 pour la plupart des titres. Seul Disney Adventures a poursuivi sa publication après 1994, ainsi que le titre W.I.T.C.H. publié par Hyperion.
En 1990, Gladstone Publishing se voit accorder une nouvelle licence pour publier une série d'albums destinée aux collectionneurs dont des réimpressions en couleur des œuvres de Carl Barks. En 1993, Disney Comics est arrêtée et Gladstone a repris la licence pour l'ensemble de personnages Disney classique, licence conservée jusqu'en 1998. 
En 1994 Marvel Comics obtient une licence pour les personnages Disney récents, licence revendue à Acclaim en 1997.

### 2011-?: relance du studio
Le 25 juin 2011, Disney lance Disney Comics, une application pour iOS avec l'ensemble des productions américaines classiques ou récentes, dont des personnages Pixar. Cette application relance la marque disparue depuis 1993.
Le 13 novembre 2013, Disney Publishing annonce de nouvelles publications au travers de l'éditeur Disney Comics, la première basée sur Space Mountain est prévue pour mai 2014 ainsi qu'un nouveau magazine intitulé Disney Comic Zone.